# シエラ・ボーゲス
シエラ・ボーゲスは、アメリカ生まれの舞台俳優、歌手。アメリカのブロードウェイ、イギリスのウエスト・エンドで活躍している。声域はソプラノ。

## 人物
コロラド州デンバーで生まれ育った。三姉妹の次女であり、子供時代は3人でコロラド・チルドレンズ・コラールという児童合唱団に所属していた。ジョージ・ワシントン高校 に通い、ミリキン大学に入学、2004年にミュージカル劇のBFA（芸術学士）を取得して卒業。

## 初期のキャリア
大学卒業後、ミュージカル女優として最初に訪れた大きなチャンスは「レ･ミゼラブル」でのコゼットの代役であった（通常は「Hair Hag（ファクトリー・ガール）」であり、シエラのソロは第1幕『The end of the day』での「..And in the bed」と、第2幕『Turning』での「..Nothing ever will」のみと非常に短いものであった）。
その後、アンドルー・ロイド・ウェバーの「オペラ座の怪人（ラスベガス特別版）」のオーディションを受け、同公演クリスティーヌ・ダーエ役の初演を務める（この「ファントム」は、舞台演出や楽曲の長さ・テンポ等が通常版の「オペラ座の怪人」と異なる。演出家はハロルド・プリンス）。
■　活動初期の主な出演作品
2004年
・「プリンセス」　Norma Terris Theatre公演（ビンキ―役）
2005年　The Little Theatre On The Squareでの公演
・「NINE」　（カルラ役）
・「ペンザンスの海賊」　（メイベル役）
・「グリース」　（リッゾ役）
・「ボーイフレンド」　（ポリー役）
2005年
・「ウエストサイドストーリー」　フォート アトキンソン・ファイアサイドシアター公演（マリア役）
・「プリンセス」　シアトル・5番街シアター公演　（ビンキー役）

## 2007年～現在
●2007～2009年
・「オペラ座の怪人」の休暇中に、同名ディズニー映画のブロードウェイ・ミュージカル版である「リトルマーメイド」 のオーディションを受ける。2007年、主人公アリエル役のオリジナルキャストとしてブロードウェイデビューを果たし、高い評価を得る。
・2009年2月5日～8日、クリスティン・チェノウェスの相手役として「ミュージック・イン・ザ・エアー」に出演 。3月31日、彼女はアリエルとして最後の舞台を終えた（代役を務めていたテェルシー・ミーガン・ストックがアリエル役を後続 ）。
●2010年
・2月から、ロンドン・アデルフィー・シアターで「オペラ座の怪人」の続編である「ラヴ・ネヴァー・ダイズ」のクリスティーヌ役を務めた（～2011年3月）。この公演がウエスト・エンドでのデビュー作となる。
劇中でファントム役ラミン・カリムルーが歌う「Til I Hear You Sing」のミュージック・ビデオに出演。
・8月、同劇場で行われたBBCプロムスで、オスカー・ハマースタイン2世の没後50周年を記念して行われたロジャース&ハマースタイン・コンサートに参加。「オクラホマ！」や「サウンド・オブ・ミュージック」、「回転木馬」の歌曲を披露。
●2011年
・4月10日、ブロードウェイで活躍している女優を中心としてニューヨークのLaurie Beechman Theatreで開催された、東日本大震災チャリティコンサート「The Geisha Gig」に参加。このコンサートチケットの収益はすべて赤十字へ寄付された。
・6月（公式な開幕は7月）、テレンス・マクナリーのミュージカル「マスター・クラス」のリバイバル版で、シャロン役を務めた 。この「マスター・クラス」は、タイン・デイリー演じるマリア・カラスが実際に受け持ったジュリアード音楽院でのマスター・クラスの様子を描いたものであり、シャロンはその生徒の一人。
・10月1日・2日、ロンドンのロイヤル・アルバート・ホールで行われた、「オペラ座の怪人　25周年記念公演」で再びクリスティーヌ役を演じた（ファントム役は「ラヴ・ネヴァー・ダイズ」でも同役のラミン・カリムルー、ラウル・シャニュイ子爵役はハドリー・フレイザー）。
2日間の特別公演はCD・DVD/BDとしてリリースされ、2012年1月、日本盤発売プロモーションのためラミン・カリムルーとともに初来日。発売記念イベントとして、電通四季劇場にて劇団四季で怪人役を務める俳優のひとりである高井治と共演、タイトルソング「オペラ座の怪人」を披露した。
●2012年
・3月27日に開幕するダフニ・デュ・モーリエの小説を基にしたミュージカル「レベッカ」に主人公「私」のオリジナルキャストとして出演が予定されたが、開幕日程がキャンセルとなり、2013年以降に延期された。
・2月29日～3月25日、オフ・ブロードウェイショーである「Love, Loss, and What I Wore」に出演。オフブロードウェイでの公演は2009年9月に初演を迎えており、シエラは最終キャストの一人。
・3月5日、「Broadway Backwards」（LGBTコミュニティーセンターへの支援金を募る慈善コンサート）に参加。エリザベス・スタンリーとともに「ウェストサイド・ストーリー」の「トゥナイト」を披露した（2008年にはジェシカ・リー・ゴールディンとともに「リトルマーメイド」の「キス・ザ・ガール」を披露）。
・4月、延期されていた「レベッカ」を降板し、ディレクターハロルド・プリンスの伝説的なキャリアを称えるミュージカル・レビュー「Prince of Broadway」への出演を発表した （2013年秋に開幕予定）。
・6月、ロンドンのハイドパークにて開催された「Jubilee Family Concert」に出演。「リトルマーメイド」の他、「眠れる森の美女」、「メリー・ポピンズ」、「塔の上のラプンツェル」などのディズニーの歌曲を披露した。
・2012年7月2日～2013年1月10日、ロンドンのクイーンズシアターで「レ・ミゼラブル」のフォンティーヌ役を演じた。2012年8月、BBCプロムスのブロードウェイ・サウンド・コンサートに参加。「ウェスト・サイド・ストーリー」、「キャメロット」、「ショウボート」、「シラクサから来た少年たち」の歌曲を披露。
●2013年
・1月21日からブロードウェイの「オペラ座の怪人」クリスティーヌ役として舞台に立ち、25周年記念公演に同役で参加。この公演で、ニューヨークを拠点にチェリストとして活動している姉のサマーと共演（ブロードウェイで初主演を務めた「リトルマーメイド」でも、二人は共演したことがある）。
・3月、MCCシアターが年1回開催しているガラ・コンサート「MISCAST」に初出演。このコンサートは、ブロードウェイの人気スターが自分が今までに演じたことない役の歌を披露するもので、シエラは婚約者であるタムが「レ・ミゼラブル」で演じているジャベール警部が歌う「STARS」を、またブリトニー・スピアーズとして彼女のモノマネをしながら「オペラ座の怪人」でクリスティーヌが歌う「Think Of Me」を披露した。
・4月21日、11歳～18歳の学生へのミュージカル劇のトレーニングを支援する教育機関「Broadway Arts Factory（BAF）」主催の「Lesson in Love」に出演。歌を織り交ぜながら、学生時代やブロードウェイデビュー、祖父母についてのエピソードのほか、バーブラ・ストライサンドなど自分自身に影響を与え、人生を変えた人物について語った。チケットの収益は、すべてBAFに寄付された。
・5月、1998年の映画「エバー・アフター」に基づいたブロードウェイの試作ミュージカルにダニエル役として参加。
・6月15日～30日、東京青山劇場と大阪梅田芸術劇場で行われるコンサート「4STARS One World of Broadway Musicals」(全15公演)への参加のために再来日。レア・サロンガ、ラミン・カリムルー、城田優と共演。「リトルマーメイド」や「オペラ座の怪人」、「レ・ミゼラブル」など数々のミュージカル作品の歌曲、また同公演の編曲・アレンジ・ミュージック　スーパーバイザーを務めたジェイソン・ロバート・ブラウンの歌曲などを披露。「王様と私」の「Getting To Know You（仲良くしましょう）」は日本語詞で歌った。
・7月15日、「An Evening Celebrating Emerging Female Composers」（新進女性作曲家を称賛するコンサート）に参加。

### 2014年以降
2014年1月、ロシア政府の、舞台における同性愛者への対応に抗議する短編映画『Russian Broadway Shut Down』に出演し、レズビアンの役を演じた。以降、自身を鼓舞する際「今の自分で充分。今のままで充分素晴らしい」と繰り返し自分に言い聞かせている。
2014年3月24日、『オペラ座の怪人』ブロードウェイ公演でクリスティン役を再演し、『リトルマーメイド』で共演したノーム・ルイスのファントム役と共演することが発表された。なお、ブロードウェイ史上、アフリカ系アメリカ人がファントム役を演じるのはこの時のルイスが初となった。2014年5月12日、ボーゲスとルイスによる『オペラ座の怪人』が開幕した。2014年9月6日、ボーゲスは『オペラ座の怪人』を降板し、クリスティン役はメアリー・マイケル・パターソンに交代した。
2015年、母校ミリキン大学芸術学部ミュージカル専攻の卒業生による舞台芸術棟建設のためのチャリティ・コンサートに出演した。ニューヨークにある54ビロウで行なわれた自身のソロ・コンサート『Awakening』を基に演奏を行なった。
2015年、ブルックス・アトキンソン・シアターで上演されたデヴィッド・ハイド・ピアース演出による『It Shoulda Been You 』ブロードウェイ公演においてレベッカ・スタインバーグ役オリジナル・キャストとなった。2011年に『Master Class 』で共演したタイン・デイリーと再度共演した。3月17日からプレビュー公演が、4月14日から本公演が上演され、8月9日に閉幕した。
2015年、ウィンター・ガーデン・シアターにて映画『スクール・オブ・ロック』の舞台化で、アンドルー・ロイド・ウェバーによるミュージカル『スクール・オブ・ロック』においてロザリー・マリンズ校長役を演じた。2015年11月9日からプレビュー公演が、12月6日から本公演が開幕した。
2016年2月、『秘密の花園 (ミュージカル)』マンハッタン・コンサート・プロダクションにおいてリリー役で出演し、ラミン・カリムルーと再び共演した。
2016年8月8日、『スクール・オブ・ロック』を降板し、ロザリー役はジェニファー・ギャンバティーズに交代した。その後『オペラ座の怪人』フランス・プロダクションでクリスティン役で出演する予定となった。しかし『オペラ座の怪人』の舞台であるガルニエ宮から数ブロックしか離れていない上演予定会場が火災に遭い無期限延期となった。
2016年11月10日、2009年に『Music in the Air 』で共演したクリスティン・チェノウェスと『My Love Letter To Broadway 』で再共演した。
2016年12月5日、2017年6月にシドニー、メルボルン、ブリスベンを巡るオーストラリア・コンサート・ツアーを開催することが発表された。2017年1月28日、当初の予定より早く、姉でチェロ奏者のサマー・ボーゲスと共にツアーを開始した。
2018年4月5日から5月6日、コネチカット州ハートフォードにあるハートフォード・ステージにて『The Age of Innocence 』に出演し、伯爵夫人エレン・オレンスカ役を演じた。9月7日から10月7日、ニュージャージー州プリンストンにあるマッカーター・シアター・センターに移行し出演した。

## ビデオ・ブログ
Broadway.comと提携するなどして多くのビデオ・ブログを制作している。この中には、これまで『オペラ座の怪人』でクリスティン役を演じてきた15から20名のブロードウェイ女優にインタビューを行なったエピソード2回分を含む、全10回の『Daae Days 』も含まれる。次のビデオ・ブログはレベッカ・スタインバーグ役を演じた『It Shoulda Been You 』のリハーサル風景を収録した『Going Bridal 』である。ほかに2014年、ヴォーカル・トレーナーのメアリー・セトラキンと共にビデオ・シリーズを制作した。

## 私生活
ボーゲスの個人ウェブサイトによると、自身は「熱心なヨガ愛好家、ベジタリアン、動物愛護活動家」である。バーナデット・ピーターズが創立した、犬猫状都会『ブロードウェイ・バークス』に度々参加している。
「ラヴ・ネヴァー・ダイズ」、「レ・ミゼラブル」で共演したタム・ムトゥーと婚約していた。

## 舞台出演歴
| 年        | 作品名                                                                          | 役名                     | 会場                                                   | カテゴリ                     |
| --------- | ------------------------------------------------------------------------------- | ------------------------ | ------------------------------------------------------ | ---------------------------- |
| 2005-2006 | レ・ミゼラブル Les Miserables                                                   | コゼット                 | 全米ツアー                                             | 全米ツアー                   |
| 2006-2007 | オペラ座の怪人 The Phantom of the Opera                                         | クリスティン・ダーエ     | ベネチアン・リゾート・アンド・カジノ                   | ネバダ州ラスベガス           |
| 2007      | リトル・マーメイド The Little Mermaid                                           | アリエル                 | デンバー・センター・フォー・ザ・パフォーミング・アーツ | コロラド州デンバー           |
| 2007-2009 | リトル・マーメイド The Little Mermaid                                           | アリエル                 | ラント・フォンテイン・シアター                         | ブロードウェイ               |
| 2009      | ミュージック・イン・ジ・エア Music in the Air                                   | ジークリンデ             | Encores!                                               | ニューヨークでのコンサート   |
| 2010–11   | ラヴ・ネヴァー・ダイズ Love Never Dies                                          | クリスティン・ダーエ     | アデルフィ・シアター                                   | ウエスト・エンド             |
| 2011      | オペラ座の怪人 25周年記念公演 The Phantom of the Opera at the Royal Albert Hall | クリスティン・ダーエ     | ロイヤル・アルバート・ホール                           | ロンドンでの公演             |
| 2011      | マスター・クラス Master Class                                                   | シャロン・グラハム       | サミュエル・J・フリードマン・シアター                  | ブロードウェイ               |
| 2012–13   | レ・ミゼラブル Les Miserables                                                   | フォンティーヌ           | クイーンズ・シアター                                   | ウエスト・エンド             |
| 2012      | Love, Loss and What I Wore                                                      | 複数の役柄               | ウエストサイド・シアター                               | オフ・ブロードウェイ         |
| 2013      | オペラ座の怪人 The Phantom of the Opera                                         | クリスティン・ダーエ     | マジェスティック・シアター                             | ブロードウェイ               |
| 2014      | オペラ座の怪人 The Phantom of the Opera                                         | クリスティン・ダーエ     | マジェスティック・シアター                             | ブロードウェイ               |
| 2015      | It Shoulda Been You                                                             | レベッカ・スタインバーグ | ブルックス・アトキンソン・シアター                     | ブロードウェイ               |
| 2015–16   | スクール・オブ・ロック School of Rock                                           | ロザリー・マリンズ       | ウインター・ガーデン・シアター                         | ブロードウェイ               |
| 2016      | 秘密の花園 The Secret Garden                                                    | Lily Craven              | リンカーン・センター                                   | ニューヨークでのコンサート   |
| 2018      | 汚れなき情事 The Age of Innocence                                               | エレン・オレンスカ       | ハートフォード・ステージ                               | コネチカット州ハートフォード |

## 受賞歴
| 年   | 賞                                          | 部門                                   | ノミネート作品         | 結果       |
| ---- | ------------------------------------------- | -------------------------------------- | ---------------------- | ---------- |
| 2008 | ドラマ・デスク・アワード                    | ミュージカル主演女優賞                 | リトル・マーメイド     | ノミネート |
| 2008 | ドラマ・リーグ・アワード                    | 演技賞                                 | リトル・マーメイド     | ノミネート |
| 2008 | Broadway.com Audience Award                 | ブロードウェイ・ミュージカル主演女優賞 | リトル・マーメイド     | ノミネート |
| 2008 | Broadway.com Audience Award                 | 新人女優賞                             | リトル・マーメイド     | 受賞       |
| 2010 | BroadwayWorld UK Award                      | ミュージカル主演女優賞                 | ラヴ・ネヴァー・ダイズ | ノミネート |
| 2011 | WhatsOnStage.com Theatregoers' Choice Award | ミュージカル主演女優賞                 | ラヴ・ネヴァー・ダイズ | ノミネート |
| 2011 | ローレンス・オリヴィエ賞                    | ミュージカル主演女優賞                 | ラヴ・ネヴァー・ダイズ | ノミネート |
| 2013 | Broadway.com Audience Award                 | 代役賞                                 | オペラ座の怪人         | 受賞       |
| 2015 | Broadway.com Audience Award                 | 助演女優賞                             | It Shoulda Been You    | 受賞       |
| 2016 | Broadway.com Audience Award                 | 助演女優賞                             | スクール・オブ・ロック | ノミネート |
| 2016 | Broadway.com Audience Award                 | ペア賞(アレックス・ブライトマンと共に) | スクール・オブ・ロック | ノミネート |

## レコーディング作品
- 2008年、『Princess Disneymania』 - 『リトルマーメイド』より『"Part of Your World" 』
- 2008年、『リトル･マーメイド』 - オリジナル・ブロードウェイ・キャスト・レコーディング
- 2009年、『New York City Christmas - A Benefit album for ASTEP 』 - 『"Still, still, still"』、『牧人ひつじを』(feat. リンゼイ・メンデス)
- 2010年、『ラヴ・ネヴァー・ダイズ』 - オリジナル・ウェスト・エンド・キャスト・レコーディング
- 2011年、『オペラ座の怪人　25周年記念公演』 - ライヴ・キャスト・レコーディング
- 2011年、『小公女』- スタジオ・キャスト・アルバム
- 2012年、『Scott Alan Live 』 - 『"Always” 』、『”Goodnight" 』(feat. ジェーン・モンハイト)
- 2012年、ロジャース&ハマースタイン『Rodgers & Hammerstein at the Movies 』 - 『自信を持って』(『サウンド・オブ・ミュージック』より)、『もしもあなたを愛したら（英語版）』(『回転木馬』より)、『粋な噂をたてられそう（英語版）』(『オクラホマ!』より)
- 2013年、『Awakening: Live at 54 Below』 - デビュー・アルバム
- 2014年、『Love on 42nd Street 』 - 『"You Caught Me Off Guard"』(feat. ダニエル&ローラ・カーティスによる曲)
- 2014年、『Where The Sky Ends』 - 『"The Devil"』(feat. マイケル・モットの曲)
- 2014年、『BroadwayWorld Visits Oz 』 - 『虹の彼方に』
- 『It Shoulda Been You 』 - オリジナル・ブロードウェイ・キャスト・レコーディング
- 2015年、『スクール・オブ・ロック』 - オリジナル・ブロードウェイ・キャスト・レコーディング

## エピソード
・初めて観たミュージカル映画は「ハロー・ドーリー！」であり、バーブラ・ストライサンドの大ファン。
数々のインタビューでバーブラを賞賛しており、楽屋にはバーブラの写真を飾っている。
・4歳から10年間アイススケートを習い、大会にも出場していた。
・ファンティーヌ役を務めていた「レ・ミゼラブル」のバリケードの場面に、男装をして参加したことがある。
・ブロードウェイでの「オペラ座の怪人」では、2012年の「レベッカ」で共演予定であったヒュー・パナロがファントム役を務め、念願の共演を果たす。シエラの舞台初日には、ヒューから「Finally（ついに）」というメッセージが添えられた小さい花束が贈られた。
・「4STARS　～」で親交を深めた城田優から最初に教わった日本語は「てんとうむし」（彼女のiphoneケースにあるてんとう虫のイラストがきっかけ）。